# Baptiste River
Der Baptiste River ist ein etwa 136 km langer linker Nebenfluss des North Saskatchewan River in der kanadischen Provinz Alberta.

## Flusslauf
Der Baptiste River hat seinen Ursprung in dem 1250 m hoch gelegenen kleinen See McGregor Lake im Hügelland östlich der Kanadischen Rocky Mountains. Er fließt anfangs in überwiegend östlicher Richtung. Bei Flusskilometer 73 befindet sich der südlichste Punkt des Flusslaufs, 2 km nördlich vom Alberta Highway 11. Anschließend wendet sich der Baptiste River nach Norden. Bei Flusskilometer 56 kreuzt die Sunchild Road den Fluss. Bei Flusskilometer 40, nahe dem Zentrum der Sunchild First Nation, wendet sich der Fluss nach Osten. Der Baptiste River mündet schließlich etwa 35 km nordnordwestlich von Rocky Mountain House in den nach Norden strömenden North Saskatchewan River. Der Baptiste River weist entlang seinem gesamten Flusslauf ein stark mäandrierendes Verhalten mit zahlreichen engen Flussschlingen und Altarmen auf.

## Hydrologie
Der Baptiste River entwässert ein Areal von 1350 km². Der mittlere Abfluss (MQ) am Pegel 05DC012, 800 m oberhalb der Mündung gelegen, beträgt etwa 6,6 m³/s. Der größte monatliche mittlere Abfluss tritt im Juni mit 17,9 m³/s auf.